# Équipe d'Occitanie féminine de football
Maillots
L'équipe d'Occitanie féminine de football (en occitan : Seleccion femenina de fotbòl d'Occitània) est une sélection de joueuses professionnelles et amateurs d'Occitanie fondée en 2014 par l'Associacion Occitana de Fotbòl, une association promouvant la langue et la culture occitane par le football. À ce titre, elle participe pour la première fois de son histoire à une compétition européenne en 2016. Elle est membre de l'UFCE (FUEN) et de la ConIFA.

## Histoire

### Début de l'association
L’Associacion Occitana de Fotbòl, domiciliée à  Montblanc dans l'Hérault, a été fondée en 2004 par Pèire Costa, ancien footballeur, né en 1980, qui a arrêté prématurément sa carrière en Ligue 2 de Châteauroux à la suite d'une fracture du genou,. Cette association loi de 1901 à but non lucratif, se donne pour mission de promouvoir la langue et la culture occitane par le football et fonde l'équipe masculine d'Occitanie en 2004. Elle change de présidence en 2011 avec Nicolas Desachy, ancien capitaine de l'équipe et chef d’entreprise toulousain, qui nomme Didier Amiel et Sylvain Blaise pour diriger respectivement l'équipe masculine et l'équipe féminine. L'association est reconnue d'intérêt général depuis 2012, l'équipe féminine est créée en 2014.

### Entraîneur et modalités de sélection
En 2016, le premier entraîneur de la sélection féminine d'Occitanie est Sylvain Blaise, entraîneur de l'équipe de France universitaire féminine qui a obtenu le titre de championne du monde en juin 2015.
Pour sélectionner les joueuses Nicolas Desachy précise que « le critère n’est pas lié au lieu de naissance [...] Il faut se sentir occitan : y vivre, y avoir vécu ou se sentir attaché à l’Occitanie, être curieux de cette culture ». Toutefois, il n'est pas nécessaire de maîtriser la langue occitane même si l’hymne avant le match est la chanson en langue d'oc  Se canto.
Au total quinze joueuses seront sélectionnées pour disputer du 18 au 26 juin l’Europeada en Italie, au Tyrol du Sud.

### Finaliste à l'Europeada 2016
En mai 2016, l’Associacion Occitana de Fotbòl lance une campagne de financement participatif pour contribuer au budget des deux sélections (hommes et femmes) à l'Europeada 2016 : 3 000 euros sont récoltés,. Ce sera la première Europeada pour la sélection féminine. Celle-ci doit participer au premier tournoi féminin de la 3e édition de l'Europeada qui a lieu dans le Tyrol italien du 18 au 25 juin 2016,. Cette compétition européenne, qui est organisée par l'Union fédéraliste des communautés ethniques européennes et se déroule tous les quatre ans, est l'occasion pour les minorités linguistiques et ethniques présentes de promouvoir leur culture respective. La sélection occitane et les autres équipes sont réparties dans les deux groupes X et Y. L'Occitanie est opposée aux Sorabes et au Tyrol du Sud dans le groupe X.
Plusieurs joueuses de la sélection d'Occitanie ont été sélectionnées dans les équipes de France A, France -20, France -19, France -17, France -16,  France militaire et France Universitaire, comme Laurie Saulnier, Rose Lavaud, Solène Barbance, et Noémie Cuberes.
Pour son premier match, le 19 juin 2016, l'Occitanie domine sa rencontre face aux Sorabes de Lusace sur un résultat de 12 à 1,,.
La sélection masculine et la sélection féminine remportent leur première rencontre. Le 21 juin 2016, l'Occitanie remporte sa deuxième rencontre face à la sélection du Tyrol du Sud, 2 à 1, se qualifiant directement pour la demi finale,,,. Le 23 juin 2016, la sélection occitane remporte et écrase en demi-finale l'équipe de Ladin sur un score de 6 à 0, elle rencontre en finale le Tyrol du Sud. Le 24 juin 2016, l'Occitanie s'incline en finale face à la sélection féminine du Sud-Tyrol sur un résultat de 3 à 2, terminant ainsi à la seconde place de l'Europeada 2016,,,,,,. 
Selon le journaliste Nicolas Stival de 20 minutes, la compétition s'est terminée dans la confusion. Nicolas Desachy, président de l'AOF, s'est plaint des arbitres locaux, voyant dans leur partialité la raison pour laquelle la sélection féminine, comme la masculine, ont perdu systématiquement face au pays hôte en finale. Une réflexion est engagée pour savoir si l'AOF participera à la prochaine Europeada.

### Rencontre amicale au festival "En attendant l'Estivada" 2017
Le samedi 6 juin 2017 au Stade Paul-Lignon à Rodez et dans le cadre du festival "En attendant l'Estivada", l'AOF (Associacion Occitana de Fotbòl) a participé à 2 matches amicaux contre les équipes féminine Rodez AF puis masculine du Rodez Aveyron Football. La sélection d'Occitanie féminine remporte sa rencontre face à Rodez AF sur un score de 3 à 1.
La sélection d'Occitanie participera à une rencontre amicale en Suède contre l'équipe de Laponie ancienne championne de la Viva Women's World Cup 2008,. La rencontre sera finalement annulée.

### Désillusion à l'Europeada 2022 et 2024
Initialement dénommé Europeada 2020 car le championnat était planifié pour se dérouler du 20 juin au 28 juin 2020, mais en raison de la pandémie de COVID-19, l'Europeada est repoussé en conséquence à l'été 2022, du 19 juin au 27 juin,,. La sélection féminine participera à sa seconde édition,. l’Associacion Occitana de Fotbòl lance une campagne de financement participatif pour contribuer au budget des deux sélections (hommes et femmes) à l'Europeada 2022, et recherche également des sponsors. Finalement la sélection féminine ne participe pas à la seconde et troisième édition de l'Europeada.

## Rencontres

### Matches internationaux
| No | Date          | Lieu                             | Occitanie | Adversaire      | Score  | Compétition    | Buteur(s) pour l'Occitanie | Buteur(s) pour l'adversaire                                | Rapport   |
| -- | ------------- | -------------------------------- | --------- | --------------- | ------ | -------------- | --- | ---------------------------------------------------------- | --------- |
| 1  | 19 juin 2016  | Selva dei Molini, Italie         | Occitanie | Serbe de Lusace | V 12-1 | Europeada 2016 | 18e 32e 34e 40e Rose Lavaud, 23e 69e 78e Sarah Dernis, 2e 22e Laurie Saulnier, 10e Solène Barbance, 82e Laura Asensio, 44e Morgane Ritter | 62e Chrystina Paschke                                      | (Rapport) |
| 2  | 21 juin 2016  | Valle Aurina, Italie             | Occitanie | Tyrol du Sud    | V 2-1  | Europeada 2016 | 61e Solène Barbance, 74e Rose Lavaud | 32e Stefanie Reiner                                        | (Rapport) |
| 3  | 23 juin 2016  | Falzes, Italie                   | Occitanie | Ladin           | V 6-0  | Europeada 2016 | Laurie Saulnier, Rose Lavaud, Sarah Dernis, Farah Lagra, Solène Barbance                                                                  |                                                            | (Rapport) |
| 4  | 24 juin 2016  | Stade Olang, Valdaora, Italie    | Occitanie | Tyrol du Sud    | P 2-3  | Europeada 2016 | 4e 42e Laurie Saulnier | 78e Nadine Nischler, 80e Katrin Plankl, 86e Anna Katharina | (Rapport) |
| 5  | 6 juin 2017   | Stade Paul-Lignon, Rodez, France | Occitanie | Rodez AF        | V 3-1  | A.             | |                                                            | (Rapport) |
| 6  | 1er mars 2025 | Magalas, France                  | Occitanie | AS Béziers      | V 5-0  | A.             | Valéry Gauvin , Clara Karotsch , Ava Jouvenel                                                                                             |                                                            |           |
| 7  | 21 juin 2025  | Italie                           | Occitanie | Frioulans       | P 1-2  | A.             | Audrey Monicolle | Alice Guizzo                                               |           |

| Score : - V = Match gagné - N = Match nul - P = Match perdu | Compétition : - A. = Match amical - C. = Compétition |

### Équipes rencontrées
| Adversaire      | Joués | Victoires | Matchs nuls | Défaites | Buts pour | Buts contre |
| --------------- | ----- | --------- | ----------- | -------- | --------- | ----------- |
| Tyrol du Sud    | 2     | 1         | 0           | 1        | 4         | 4           |
| Serbe de Lusace | 1     | 1         | 0           | 0        | 12        | 1           |
| Ladin           | 1     | 1         | 0           | 0        | 6         | 0           |
| Frioulans       | 1     | 0         | 0           | 1        | 1         | 2           |
| Rodez AF        | 1     | 1         | 0           | 0        | 3         | 1           |
| AS Béziers      | 1     | 1         | 0           | 0        | 5         | 0           |
| Total           | 7     | 5         | 0           | 2        | 31        | 8           |

## Résultats de l'équipe d'Occitanie

### Palmarès
Palmarès de l'équipe d'Occitanie de football en compétitions officielles
| Compétitions mondiales    | Compétitions continentales      | Autres compétitions |
| ------------------------- | ------------------------------- | ------------------- |
| - Coupe du monde féminine | - Europeada - Finaliste en 2016 |                     |

### Parcours dans les compétitions internationales
Europeada
| Année | Position         | Match            | Victoire         | Nul              | Défaite          | but marqué       | but encaissé     |
| ----- | ---------------- | ---------------- | ---------------- | ---------------- | ---------------- | ---------------- | ---------------- |
| 2016  | 2e               | 4                | 3                | 0                | 1                | 22               | 5                |
| 2022  | Ne participe pas | Ne participe pas | Ne participe pas | Ne participe pas | Ne participe pas | Ne participe pas | Ne participe pas |
| 2024  | Ne participe pas | Ne participe pas | Ne participe pas | Ne participe pas | Ne participe pas | Ne participe pas | Ne participe pas |

Coupe du monde féminine de football ConIFA
| Année | Position         | Match            | Victoire         | Nul              | Défaite          | but marqué       | but encaissé     |
| ----- | ---------------- | ---------------- | ---------------- | ---------------- | ---------------- | ---------------- | ---------------- |
| 2022  | Ne participe pas | Ne participe pas | Ne participe pas | Ne participe pas | Ne participe pas | Ne participe pas | Ne participe pas |
| 2024  | Ne participe pas | Ne participe pas | Ne participe pas | Ne participe pas | Ne participe pas | Ne participe pas | Ne participe pas |

## Classement des meilleures buteuses à l'Europeada par édition
| Europeada 2016 |                 |                         |
| Buts           | Joueuses        | Clubs                   |
| 6              | Laurie Saulnier | FF Nîmes Métropole Gard |
| 6              | Rose Lavaud     | AS Saint-Étienne        |
| 4              | Sarah Dernis    | FC St Estève            |
| 3              | Solène Barbance | Rodez AF                |
| 1              | Laura Asensio   | Toulouse FC             |
| 1              | Morgane Ritter  | Toulouse FC             |
| 1              | Farah Lagra     | FC St Estève            |

## Personnalités de l'équipe
Alors que le pays d’Oc recouvre l'essentiel du sud de la France, les joueuses de l'équipe féminine d'Occitanie viennent principalement du Languedoc-Roussillon/Midi-Pyrénées.

### Sélection
Équipe ayant terminé deuxième à l'Europeada 2016.
| Club                    | Nom                  |
| ----------------------- | -------------------- |
| Gardiennes              |                      |
| FF Nîmes Métropole Gard | Noémie Cuberes       |
| AS Monaco FF            | Charlotte Ridoux     |
| Défenseurs              |                      |
| Toulouse FC             | Morgane Ritter       |
| US Castanet-Tolosane    | Pauline Exposito     |
| Rodez AF                | Manon Alard          |
| Montpellier HSC         | Isabelle Dedieu      |
| Montpellier HSC         | Laura Prouzet Garcia |
| Milieu de terrain       |                      |
| Montpellier HSC         | Manon Bruno          |
| Montpellier HSC         | Manon Agullo         |
| Rodez AF                | Solène Barbance      |
| Toulouse FC             | Laura Asensio        |
| FC St Estève            | Farah Lagra          |
| Attaquants              |                      |
| AS Saint-Étienne        | Rose Lavaud          |
| FF Nîmes Métropole Gard | Laurie Saulnier      |
| FC St Estève            | Sarah Dernis         |
| Staff                   | Nom                  |
| Sélectionneur           | Sylvain Blaise       |
| Président               | Nicolas Desachy      |
| Physiothérapeute        | Paul Walcker         |
| Coach d'équipe          | José Olacia          |
| Commentateur Occitan    | Maurizio Giraudo     |

### Sélectionneur
| N°     | Sélectionneur  | Période | Matchs | Gagnés | Nuls | Perdus | Gagnés % |
| ------ | -------------- | ------- | ------ | ------ | ---- | ------ | -------- |
| 1      | Sylvain Blaise | 2016    | 5      | 4      | 0    | 1      | 80       |
| 2      | ?              | 2025    | 2      | 1      | 0    | 1      | 50       |
| Totals | Totals         | Totals  | 7      | 5      | 0    | 2      | 71.43    |

### Présidents de l'Associacion Occitana de Fotbòl
| N° | Président       | Période       |
| -- | --------------- | ------------- |
| 1  | Pèire Costa     | 2004-2011     |
| 2  | Nicolas Desachy | 2011-2025     |
| 3  | Aymeric Amiel   | 2025-en cours |